# 肌細胞
肌肉細胞也稱為肌纖維，可以在肌肉組織中見到，這些細胞型態上屬於長型且管狀，肌肉細胞是從肌肉母細胞發育而來。經過肌肉生成後肌細胞會特化成數種型態，包括骨骼肌、平滑肌、心肌，這些肌肉各司其職，負責不同的類型。骨骼肌負責人體的運動；心肌主要負責心臟的搏動、全身血液循環。平滑肌則和人類腸道活動有關。

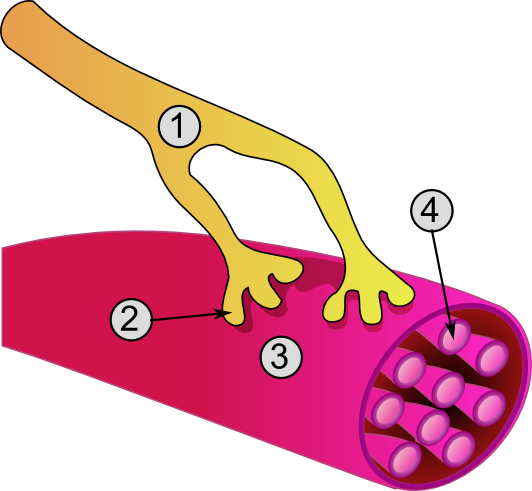
神經肌肉接合處與肌細胞整體結構：
1. 軸突
2. 神经肌肉接点
3. 肌纖維/肌細胞
4. 肌原纖維

## 專業術語
因為肌肉細胞某些顯微結構上的特異性，肌肉學家發明了一些特殊的專業術語。不過每一個專業術語有其相對應使用在其他細胞的單字。
| 肌肉細胞           | 其他生物體的細胞        |
| 肌漿               | 細胞質                  |
| 肌漿網             | 内质网#光面内质网 (SER) |
| 肌小體/肌粒/肌质体 | 粒線體                  |
| 肌膜               | 細胞膜或漿膜            |

## 肌原纖維

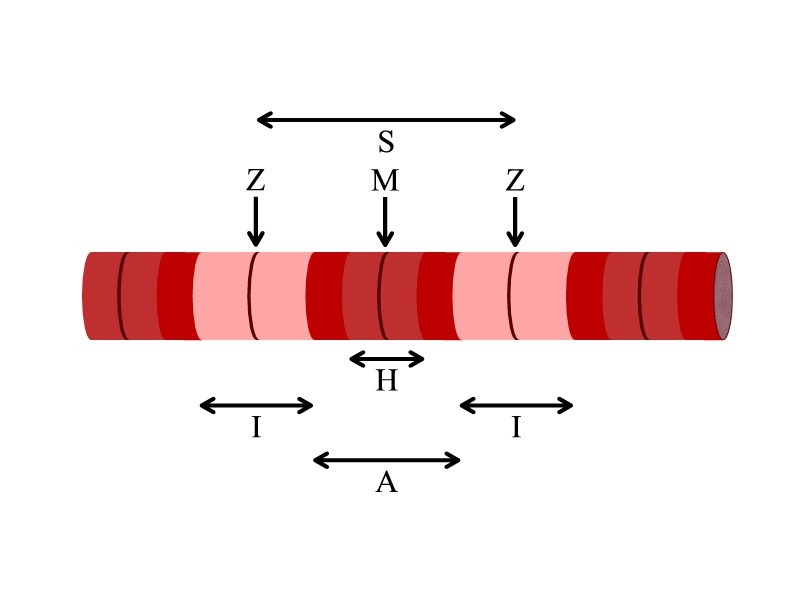
肌原纖維細部介紹，圖中畫出肌小節構造：
S = 肌小節，肌肉收縮的最小單位
A = A帶，肌凝蛋白的分佈區域
I = I帶，肌動蛋白的分佈區域
H = H區，只有肌凝蛋白的區域
Z = Z線，肌小節的分界處
M = M線，肌小節的中央區域

每個肌肉細胞都含有肌原纖維，肌原纖維是由很多的肌小節所構成，例如肱二頭肌的肌細胞有多達100,000個肌小節，不過平滑肌的肌原纖維並不具有肌小節的構造。肌小節由粗纖維與細纖維所組成，細纖維由肌動蛋白組成；粗纖維由肌凝蛋白組成，另外肌小節並不含胞器或細胞核。
肌肉細胞周圍被肌內膜包覆著，而一束一束的肌肉細胞被肌束膜捆綁在一起，然後被稱作肌肉肌束，肌肉肌束聚集在一起就被稱為肌肉組織，肌肉組織的最外圍會由肌外膜所圍繞。
特化的肌原纖維——肌梭可以偵測肌肉被伸展的程度，並將感覺訊息回傳到中樞神經系統。

## 功能控制
Kindlin-2在肌肉細胞的延長上扮演重要角色。

GATA4與GATA6對於肌肉細胞的分化極為關鍵。

## 肌肉母細胞
肌肉母細胞是一種胚胎學上的前驅細胞，之後會發展為肌肉細胞
骨骼肌纖維是由肌肉母細胞融合而成的，所以造就了骨骼肌有多核的特徵（每一個細胞核代表原是一個肌肉母細胞），此現象為骨骼肌特有，不會發生在心肌或平滑肌上。
骨骼肌上不分裂成肌纖維的肌肉母細胞，會逆向分化回到肌肉衛星細胞的狀態，散布在肌肉細胞附近。這些肌肉衛星細胞在肌肉細胞受損時能受激發而重新啟動肌肉新生功能，即分裂出一份肌肉衛星細胞備份，另一份則分化為肌纖維，將其細胞核融合進骨骼肌的細胞，並因此增加所在肌束的肌纖維數。

## 外部連結
- http://www.ivy-rose.co.uk/HumanBody/Muscles/Muscle_Cell.php （页面存档备份，存于）  （页面存档备份，存于）